# Maria Eugénia Varela Gomes
Maria Eugénia de Bilnstein Sequeira Varela Gomes  (Évora, 1925 - 22 de Novembro de 2016), foi uma activista política e assistente social, que se destacou pelos seus esforços contra o regime ditatorial português, sendo considerada uma importante figura pela defesa dos direitos dos presos políticos durante aquele período. Esteve casada com o capitão João Varela Gomes, que participou na tentativa de revolução falhada em 31 de Dezembro de 1961.

## Biografia

### Nascimento e educação
Nasceu na cidade de Évora, em 1925, numa família de tendências conservadoras, estando o seu pai integrado nas forças armadas. Foi educada num ambiente católico, tendo frequentado o  Colégio do Sagrado Coração de Jesus.

### Carreira profissional e activismo político
Integrou-se no Instituto de Serviço Social, tendo sido como assistente social que se envolveu no meio operário, na Década de 1950. Trabalhou junto da fábrica de cortiça da Mundet, no Seixal e posteriormente no Bairro da Boavista, em Lisboa, onde testemunhou os graves problemas sociais e económicos entre os habitantes dos bairros da lata.
Iniciou as suas actividades políticas como apoiante do padre Abel Varzim, que estava a ser alvo de perseguições devido aos seus esforços contra a pobreza. Maria Varela Gomes liderou uma representação ao Cardeal Cerejeira, de forma a pedir a sua intervenção a favor do padre Abel Varzim. Porém, apesar do Cardeal ter recebido a delegação, acabou por não apoiar o padre. Em 1951, casou com o capitão João Varela Gomes, tendo o casal tido dois filhos e duas filhas. Em 1956, começou a trabalhar no Hospital de Santa Maria, em Lisboa, onde ficou à frente do Serviço Social, mas foi forçada a abandonar o seu emprego apenas dois anos depois, devido aos seus ideais políticos.
Em 1958 colaborou na campanha eleitoral de Humberto Delgado, e esteve envolvida na revolta falhada da Sé, em 11 de Março de 1959, motivo pelo qual foi alvo de uma investigação, mas não chegou a ser presa. Em 1961 colaborou na campanha eleitoral para a Assembleia Nacional, durante a qual Varela Gomes foi o único militar no activo que se assumiu como candidato pela oposição, tendo também considerado a principal figura da resistência ao regime.
Na noite de 31 de Dezembro de 1961 para 1 de Janeiro de 1962, João Gomes comandou as forças revoltosas durante uma tentativa falhada de golpe em Beja. Ao saber que o seu marido tinha ficado gravemente ferido durante a intentona, Maria Eugénia partiu para Beja, mas regressou a Lisboa quando foi informada pela Polícia Internacional e de Defesa do Estado. Porém, quando chegou à capital, Maria Eugénia descobriu que tinha sido enganada e foi novamente para Beja, onde foi detida e transportada para Lisboa, em 6 de Janeiro, acusada de estar envolvida no golpe falhado. Entretanto, João Varela Gomes já tinha sido submetido a uma operação e estava a recuperar, tendo sido autorizado pela polícia política a manter correspondência com a sua esposa, embora fortemente censurada.
Maria Eugénia foi então interrogada e torturada, incluindo um longo período de tortura do sono, tendo conseguido resistir com sucesso aos agentes da polícia política. Depois de cerca de dois anos e meio de prisão no Forte de Caxias, foi libertada em 27 de Junho de 1963, devido à falta de provas e por não ter confessado, antes do seu julgamento, que só realizou em 1964. Por seu turno, João Varela Gomes foi condenado a seis anos de cadeia, só tendo sido solto em 1968.
Nos quatro anos após a sua libertação, Maria Eugénia integrou-se na Comissão Nacional de Socorro aos Presos Políticos, à qual deu um grande impulso, começando igualmente a colaborar com a Amnistia Internacional. Também fez parte da Frente Patriótica de Libertação Nacional, como parte de uma célula que também incluía Jorge Sampaio e Etelvina Lopes de Almeida. Também travou conhecimento com outros importantes personalidades do movimento revolucionário, como Virgínia Moura, Manuel Sertório, Álvaro Cunhal, Ramos de Almeida e Sérgio Vilarigues. Assumiu uma posição de destaque dentro do sindicalismo, e em 1973 fez parte da campanha eleitoral, tendo sido espancada pela polícia de choque após o final de um comício.
Após a Revolução de 25 de Abril de 1974, Maria Eugénia começou a colaborar com vários advogados e membros da Comissão Nacional de Socorro aos Presos Políticos, no sentido de impulsionar a libertação dos presos políticos, e o apoio aos refugiados por motivos políticos, tendo estado envolvida na libertação dos presos de Caxias. Recusou as compensações financeiras às quais tinha direito, devido à perseguição a que tinha sujeita pelo regime ditatorial, e devido ao seu despedimento compulsivo da BP e do Hospital de Santa Maria.
João Varela Gomes participou na golpe falhado de 25 de Novembro de 1975, na sequência do qual foi alvo de um mandato de captura. Assim, refugiou-se em Angola, para onde Maria Varela Gomes partiu nos princípios de 1976. O casal permaneceu em Luanda até 1977, tendo fugido daquele país devido à repressão política instituída pelo presidente Agostinho Neto, na sequência de um golpe militar falhado de 27 de Maio. Estiveram em Moçambique até a Lei da Amnistia ter sido aprovada pela Assembleia da República Portuguesa, tendo nessa altura regressado a Lisboa.

### Família e falecimento
Em 1998 o casal perdeu um dos filhos, João António, e em Abril de 2016 faleceu o outro filho, o escritor Paulo Varela Gomes.
Maria Eugénia Varela Gomes faleceu em 22 de Novembro de 2016, aos 90 anos de idade. O velório foi organizado na Basílica da Estrela, em Lisboa, tendo o corpo sido depois cremado no Cemitério do Alto de São João.

## Ligações Externas
- Arquivos RTP | Eugénia Varela Gomes e Maria Manuela Cruzeiro entrevistas por Raquel Santos no programa Entre Nós (2004)
- RTP | Série Documental Mulheres na Resistência: Eugénia Varela Gomes (2000)